# Comparação entre futebol americano e futebol canadense

Diagrama de um campo de futebol americano

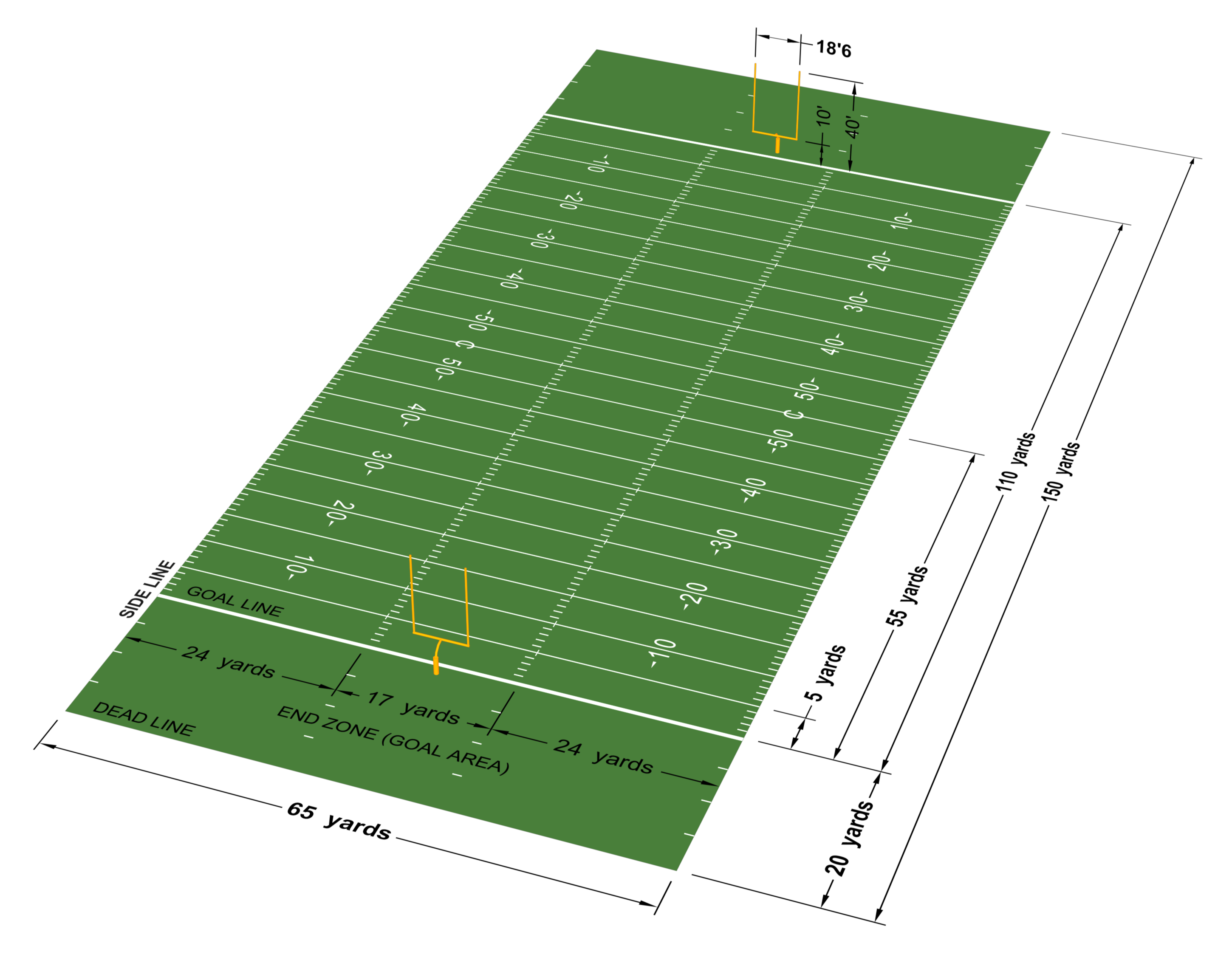
Diagrama de um campo de futebol canadense

O futebol americano e o futebol canadense são muito semelhantes, já que ambos tem suas origens no rugby. No entanto eles possuem algumas diferenças chave, descritas a seguir:

## O Campo
| Futebol americano | Futebol canadense |
| --- | --- |
| O campo tem 100 jardas (91,44m) de comprimento por 53+1⁄3 jardas (48,7679m) de largura. | O campo tem 110 jardas (100,6m) de comprimento por 65 jardas (59,4m) de largura. |
| A end zone tem comprimento de 10 jardas (9,1 metros) em cada lado. | A end zone tem comprimento de 20 jardas (18,3 metros) em cada lado. |
| Os postes são colocados na end line, ou seja, no final da end zone. Tem o formato de 'Y' com 40 pés (12,2m) de altura, tendo o travessão a 10 pés (3,05m) de altura em relação ao solo e as traves verticais distantes entre si 18+1⁄2 pés (5,6m). | Os postes são colocados na goal line, ou seja, no início da end zone. Tem o formato de 'Y' com 40 pés (12,2m) de altura, tendo o travessão a 10 pés (3,05m) de altura em relação ao solo e as traves verticais distantes entre si 18+1⁄2 pés (5,6m). |

## O Time
| Futebol americano       | Futebol canadense       |
| ----------------------- | ----------------------- |
| 11 jogadores titulares. | 12 jogadores titulares. |

## A Bola
| Futebol americano | Futebol canadense |
| --- | --- |
| - Eixo longo: de 11 a 11+1⁄4 polegadas (de 279,4mm a 285,75mm); - circunferência longa: de 27+3⁄4 a 28+1⁄8 polegadas (de 705mm a 714mm); - circunferência curta: de 20+3⁄4 a 21+3⁄4 polegadas (de 527mm a 540mm); - peso: de 14 a 15 onças (396,89g a 425,24g). | - Eixo longo: de 11 a 11+1⁄4 polegadas (de 279,4mm a 285,75mm); - circunferência longa: de 27+3⁄4 a 28+1⁄4 polegadas (de 705mm a 718mm); - circunferência curta: de 20+7⁄8 a 21+1⁄8 polegadas (de 530mm a 537mm); - peso: de 14 a 15 onças (396,89g a 425,24g). |
| - A bola da NFL não tem listras. - O futebol americano universitário e o escolar especificam o uso de listras, mas apenas em 2 dos quatro gomos da bola (os gomos adjacentes ao laço).                                                                          | A bola da CFL possui 2 listras brancas de 1 polegada (25 mm) de circunferência completa ao redor da bola, a 3 polegadas (76 mm) do diâmetro mais largo da mesma.                                                                                                |

Apesar da leve diferença no tamanho das bolas de futebol americano e futebol canadense, é possível uma mesma bola atender as especificações de ambos.

## Regras
| Futebol americano                                                                                        | Futebol canadense                                                           |
| --- | --------------------------------------------------------------------------- |
| * Cada equipe tem 4 chances para avançar 10 jardas                                                       | * Cada equipe tem 3 chances para avançar 10 jardas                          |
| * Intervalo de 40 segundos entre as jogadas (25 segundos em caso de penalidade)                          | * Intervalo de 20 segundos entre as jogadas                                 |
| * Distância entre os jogadores na linha de scrimmage de, no mínimo, 11 polegadas (mesma largura da bola) | * Distância entre os jogadores na linha de scrimmage de, no mínimo, 1 jarda |